# Волнат-Гроув (Джорджія)
Волнат-Гроув (англ. Walnut Grove) — місто (англ. town) в США, в окрузі Волтон штату Джорджія. Населення — 1322 особи (2020).

## Географія
Волнат-Гроув розташований за координатами 33°44′52″ пн. ш. 83°51′0″ зх. д. / 33.74778° пн. ш. 83.85000° зх. д. (33.747841, -83.849945).  За даними Бюро перепису населення США в 2010 році місто мало площу 7,99 км², з яких 7,91 км² — суходіл та 0,09 км² — водойми.

## Демографія
Згідно з переписом 2010 року, у місті мешкало 1330 осіб у 466 домогосподарствах у складі 364 родин. Густота населення становила 166 осіб/км².  Було 504 помешкання (63/км²).
Расовий склад населення:
| - 90,1 % — білих - 5,3 % — чорних або афроамериканців - 0,7 % — азіатів - 0,3 % — корінних американців - 0,1 % — вихідців з тихоокеанських островів - 1,0 % — осіб інших рас |

До двох чи більше рас належало 2,6 %. Частка іспаномовних становила 3,5 % від усіх жителів.
За віковим діапазоном населення розподілялося таким чином: 30,5 % — особи молодші 18 років, 60,9 % — особи у віці 18—64 років, 8,6 % — особи у віці 65 років та старші. Медіана віку мешканця становила 35,7 року. На 100 осіб жіночої статі у місті припадало 96,5 чоловіків;  на 100 жінок у віці від 18 років та старших — 99,8 чоловіків також старших 18 років.
Середній дохід на одне домашнє господарство  становив 60 707 доларів США (медіана — 52 159), а середній дохід на одну сім'ю — 67 042 долари (медіана — 54 850). Медіана доходів становила 41 821 долар для чоловіків та 31 071 долар для жінок. За межею бідності перебувало 8,4 % осіб, у тому числі 6,2 % дітей у віці до 18 років та 10,2 % осіб у віці 65 років та старших.
Цивільне працевлаштоване населення становило 554 особи. Основні галузі зайнятості: освіта, охорона здоров'я та соціальна допомога — 16,6 %, будівництво — 13,0 %, роздрібна торгівля — 12,3 %.